# Murina florium
Murina florium (Thomas, 1908) è un pipistrello della famiglia dei Vespertilionidi diffuso in Indonesia, Australia e Nuova Guinea.

## Descrizione

### Dimensioni
Pipistrello di piccole dimensioni, con la lunghezza della testa e del corpo tra 38 e 57 mm, la lunghezza dell'avambraccio tra 33 e 36,9 mm, la lunghezza della coda tra 31 e 39 mm, la lunghezza del piede tra 7,6 e 9 mm, la lunghezza delle orecchie tra 10,6 e 15 mm e un peso fino a 9 g.

### Aspetto
La pelliccia è lunga, densa e lanosa. Le parti dorsali variano dal bruno-rossastro al bruno-grigiastro, mentre le parti ventrali sono grigie. Il muso è stretto, allungato, con le narici protuberanti e tubulari. Gli occhi sono molto piccoli. Le orecchie sono ovali, ben separate e con un profondo incavo sul bordo posteriore. Il trago è lanceolato. I piedi sono piccoli e ricoperti di peli. La coda è lunga ed inclusa completamente nell'ampio uropatagio, il quale è densamente ricoperto di peli. Il calcar è lungo.

## Biologia

### Comportamento
Si rifugia solitariamente o in piccoli gruppi tra il fogliame, negli edifici e nelle grotte.

### Alimentazione
Si nutre di insetti.

## Distribuzione e habitat
Questa specie è diffusa nelle Piccole Isole della Sonda, Sulawesi, Molucche, Papua Nuova Guinea, Arcipelago delle Bismarck e nel Queensland.
Vive nelle foreste pluviali, boschi di sclerofille secchi ed umidi tra 400 e 2.800 metri di altitudine.

## Tassonomia
Sono state riconosciute 3 sottospecie:
- M.f.florium: Flores, Sumbawa, Sulawesi settentrionale e sud-orientale, Buton, Kabaena, Peleng:
- M.f.lanosa (Thomas, 1910): Nuova Guinea, Nuova Britannia, Umboi, Queensland nord-orientale;
- M.f.toxopei (Thomas, 1923): Ambon, Bacan, Buru, Seram, Goram.

## Conservazione
La IUCN Red List, considerato il vasto areale, la presenza in diverse aree protette, la tolleranza al degrado ambientale e la popolazione presumibilmente numerosa, classifica M.florium come specie a rischio minimo (Least Concern)).